# 愛媛マンダリンパイレーツ
愛媛マンダリンパイレーツ（えひめマンダリンパイレーツ、Ehime Mandarin Pirates）は、プロ野球独立リーグ・四国アイランドリーグplusに所属する愛媛県の野球チーム。2005年加盟。略称「愛媛MP」。

## 概要

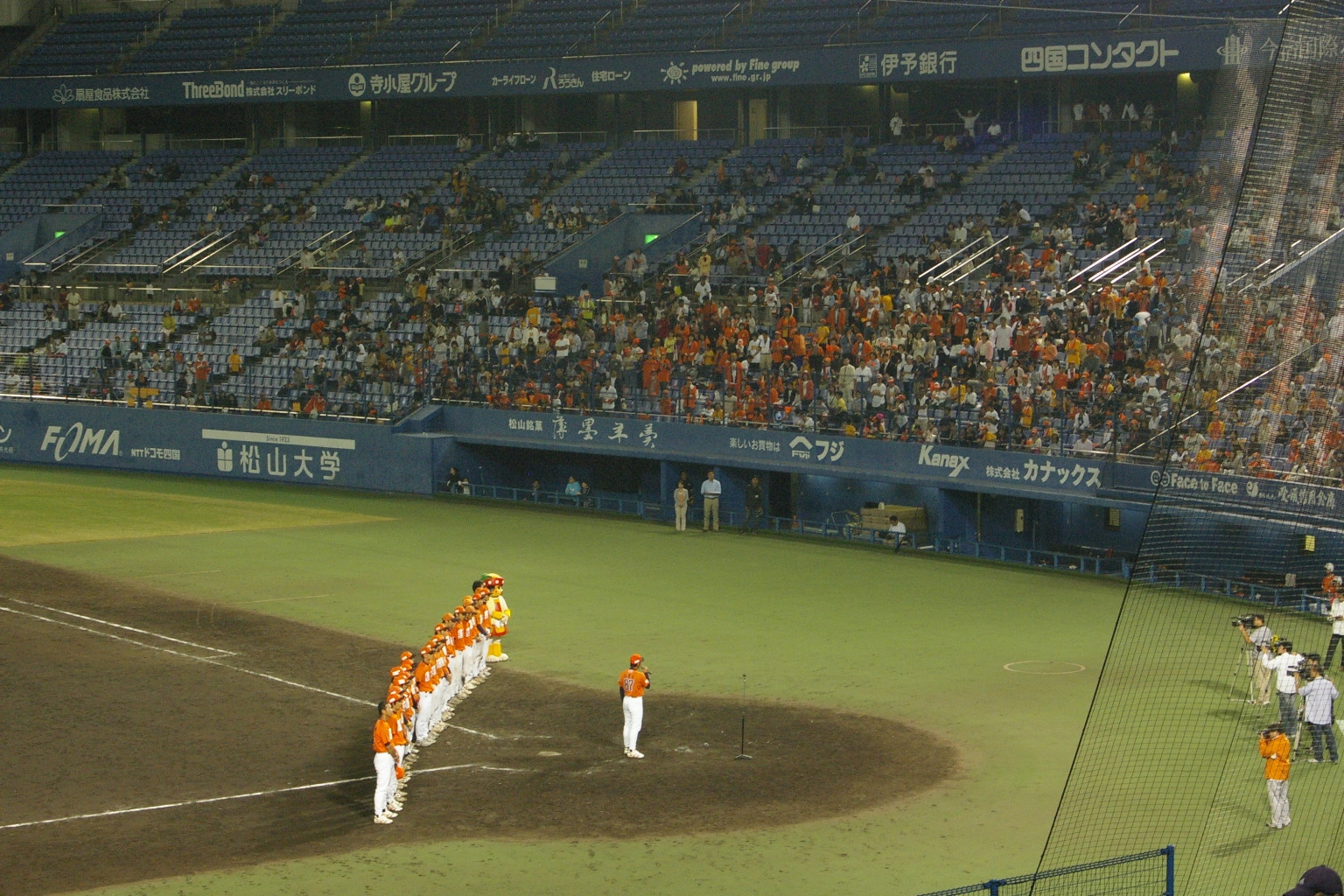
2006年本拠地最終戦にて

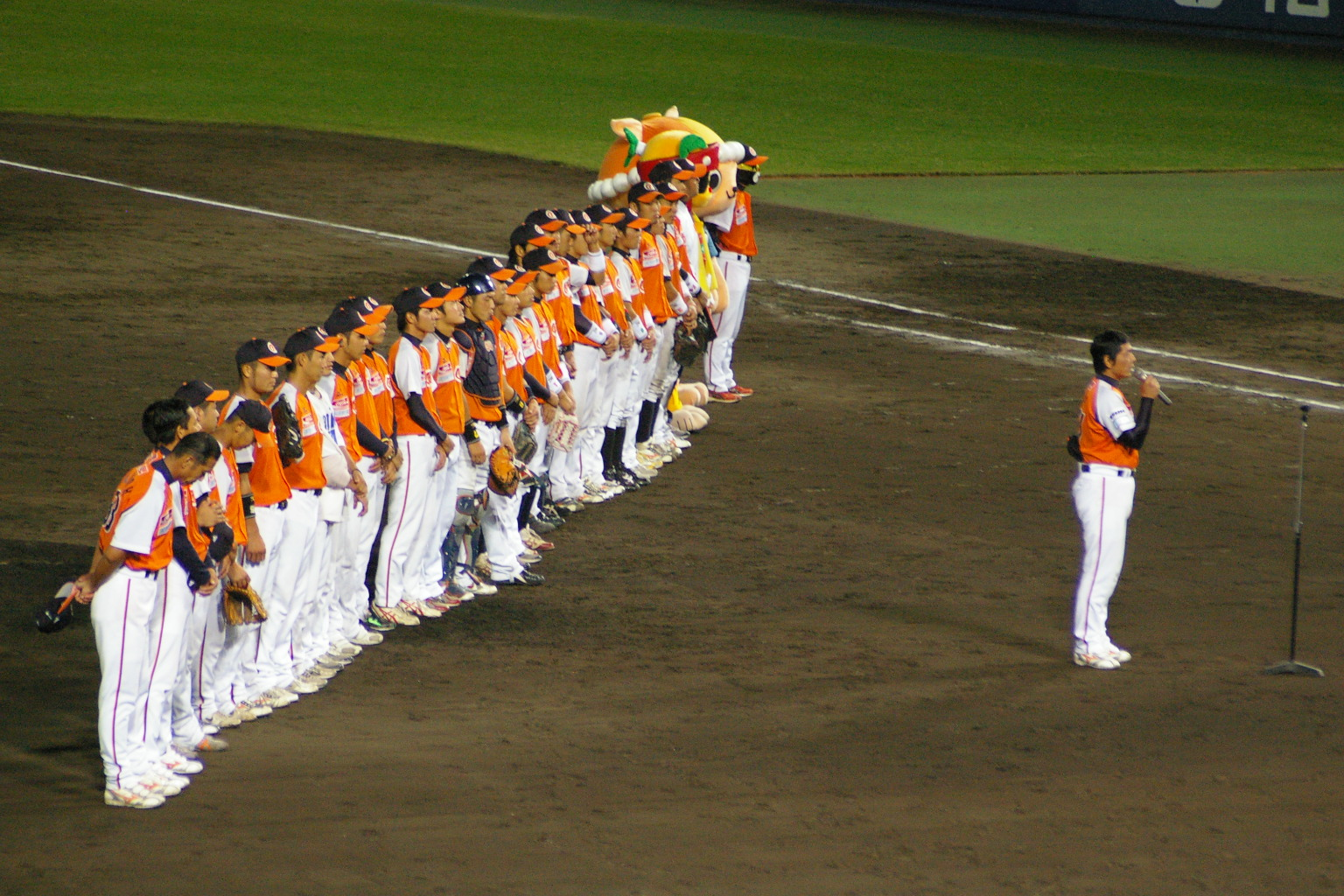
2010年本拠地最終戦にて

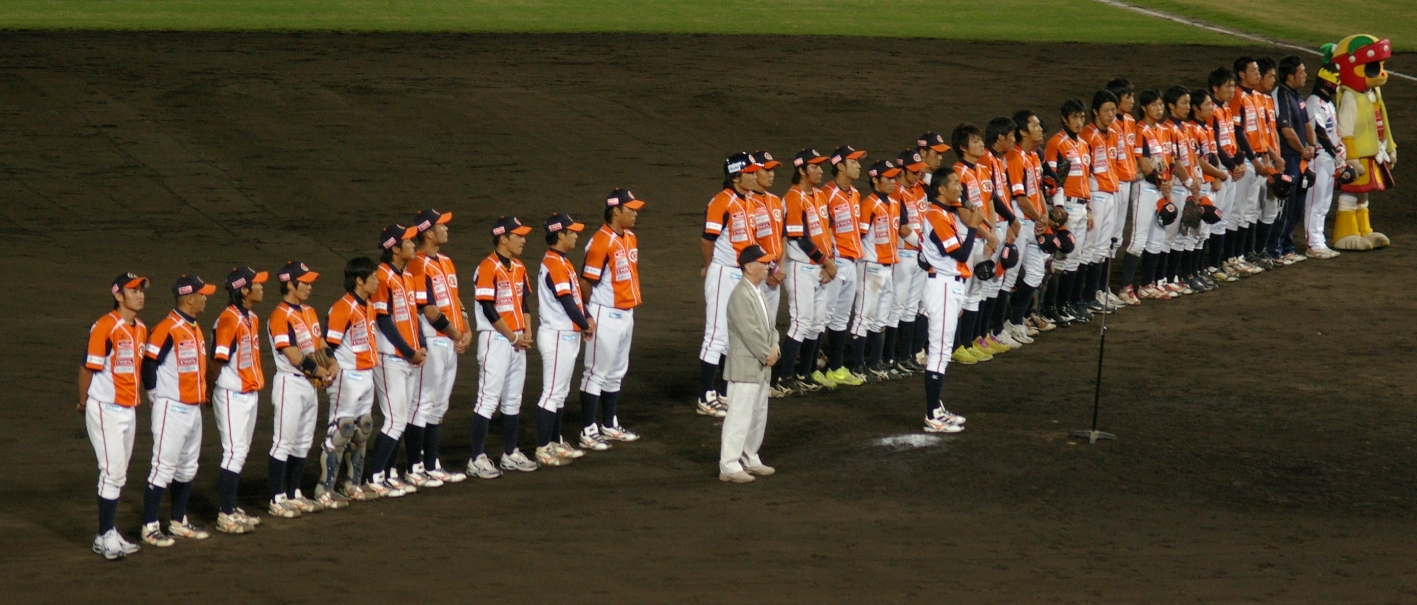
2011年本拠地最終戦にて

チームの運営は愛媛県民球団株式会社がおこなっている。本社所在地は松山市。代表は薬師神績および薬師神権祐。
チーム名はミカンを意味する「マンダリン」と、村上水軍にちなんだ「海賊（＝パイレーツ）」に由来。チームカラーはオレンジ色。
ホームスタジアムは松山中央公園野球場（松山坊っちゃんスタジアム）を使用する。2007年のシーズンからは経費削減のため、年によってはサブグラウンドであるマドンナスタジアムでも公式戦を開催している（2008年は開催なし）。それ以外に、四国中央市・新居浜市・西条市・西予市・今治市・大洲市・宇和島市・愛南町・伊予市・上島町（生名島）・内子町の球場で開催されている。坊っちゃんスタジアムでは、リーグ創設以来2011年までは毎年10試合前後が開催され、2010年（8試合。東予が9試合で最多）を除いて最多であったが、2012年以降は減少（2012年2試合、2013年4試合、2014年7試合）し、西条市東予運動公園野球場が最多（2012年11試合、2013年10試合、2014年11試合）となった。2015年は坊っちゃんが11試合（宇和島7試合、東予4試合）と4年ぶりに最多開催となり、初出場となるグランドチャンピオンシップも坊っちゃんで実施された。2016年以降も坊っちゃんが最多の公式戦を実施している（2020年は今治・宇和島と同数）。また2020年は大洲市・愛南町・内子町・上島町の球場では開催がなかった。後述するように、愛媛県下の自治体（県を含む）の共同出資となったことで、戦略的に県内各地域の球場での「分散開催」（東予・中予・南予でほぼ均等）を実施していると2024年には指摘されている。
リーグに参加する4チームの中で、発足から10年間、リーグ総合優勝を唯一未達成であったが、2015年に初優勝を果たした。

## 成績

### シーズン
| 年度 | 期 | 監督       | 順位 | 試合 | 勝利 | 敗戦 | 引分 | 勝率 | ゲーム差 | 打率 | 防御率 | 本塁打 |
| ---- | -- | ---------- | ---- | ---- | ---- | ---- | ---- | ---- | -------- | ---- | ------ | ------ |
| 2005 | 全 | 西田真二   | 4    | 89   | 32   | 44   | 13   | .421 | 13.5     | .236 | 2.33   | 19     |
| 2006 | 前 | 沖泰司     | 3    | 45   | 20   | 20   | 5    | .500 | 7.0      | .230 | 2.52   | 17     |
| 2006 | 後 | 沖泰司     | 3    | 45   | 16   | 24   | 5    | .400 | 13.0     | .230 | 2.52   | 17     |
| 2007 | 前 | 沖泰司     | 2    | 45   | 22   | 19   | 4    | .537 | 7.0      | .255 | 2.20   | 21     |
| 2007 | 後 | 沖泰司     | 2    | 45   | 26   | 17   | 2    | .605 | 3.0      | .255 | 2.20   | 21     |
| 2008 | 前 | 沖泰司     | 4    | 40   | 18   | 17   | 5    | .514 | 7.5      | .251 | 2.33   | 29     |
| 2008 | 後 | 沖泰司     | 1    | 40   | 22   | 13   | 5    | .629 | 1.0(注)  | .251 | 2.33   | 29     |
| 2009 | 前 | 沖泰司     | 3    | 40   | 16   | 14   | 10   | .533 | 4.0      | .251 | 3.44   | 38     |
| 2009 | 後 | 沖泰司     | 5    | 40   | 15   | 21   | 4    | .417 | 8.0      | .251 | 3.44   | 38     |
| 2010 | 前 | 沖泰司     | 4    | 38   | 13   | 22   | 3    | .371 | 11.5     | .253 | 3.07   | 46     |
| 2010 | 後 | 沖泰司     | 2    | 38   | 22   | 12   | 4    | .647 | 2.0      | .253 | 3.07   | 46     |
| 2011 | 前 | 星野おさむ | 2    | 32   | 18   | 10   | 4    | .643 | 3.0      | .273 | 3.14   | 29     |
| 2011 | 後 | 星野おさむ | 3    | 32   | 15   | 14   | 3    | .517 | 4.5      | .273 | 3.14   | 29     |
| 2012 | 前 | 星野おさむ | 2    | 40   | 21   | 15   | 4    | .583 | 4.5      | .263 | 2.89   | 24     |
| 2012 | 後 | 星野おさむ | 1    | 40   | 23   | 14   | 3    | .622 | 1.0(注)  | .263 | 2.89   | 24     |
| 2013 | 前 | 星野おさむ | 3    | 40   | 19   | 18   | 3    | .514 | 3.5      | .261 | 2.64   | 17     |
| 2013 | 後 | 星野おさむ | 2    | 40   | 23   | 13   | 4    | .639 | 2.5      | .261 | 2.64   | 17     |
| 2014 | 前 | 弓岡敬二郎 | 4    | 40   | 12   | 25   | 3    | .324 | 10.5     | .252 | 3.02   | 31     |
| 2014 | 後 | 弓岡敬二郎 | 2    | 40   | 24   | 13   | 3    | .649 | 0.5      | .252 | 3.02   | 31     |
| 2015 | 前 | 弓岡敬二郎 | 2    | 34   | 14   | 16   | 4    | .467 | 7.0      | .233 | 2.00   | 23     |
| 2015 | 後 | 弓岡敬二郎 | 1    | 34   | 23   | 9    | 2    | .719 | 5.5(注1) | .233 | 2.00   | 23     |
| 2016 | 前 | 弓岡敬二郎 | 1    | 31   | 19   | 10   | 2    | .655 | 0.5(注1) | .271 | 2.55   | 13     |
| 2016 | 後 | 弓岡敬二郎 | 1    | 34   | 16   | 12   | 6    | .571 | 1.0(注1) | .271 | 2.55   | 13     |
| 2017 | 前 | 河原純一   | 4    | 34   | 11   | 20   | 3    | .355 | 10.5     | .264 | 3.47   | 23     |
| 2017 | 後 | 河原純一   | 2    | 31   | 13   | 12   | 6    | .520 | 0.5      | .264 | 3.47   | 23     |
| 2018 | 前 | 河原純一   | 3    | 36   | 11   | 23   | 2    | .324 | 13.0     | .249 | 2.96   | 23     |
| 2018 | 後 | 河原純一   | 1    | 30   | 15   | 10   | 5    | .600 | 0.0(注1) | .249 | 2.96   | 23     |
| 2019 | 前 | 河原純一   | 4    | 34   | 11   | 16   | 7    | .407 | 4.5      | .224 | 3.01   | 10     |
| 2019 | 後 | 河原純一   | 1    | 36   | 16   | 13   | 7    | .552 | 1.0(注1) | .224 | 3.01   | 10     |
| 2020 | 全 | 河原純一   | 4    | 76   | 27   | 35   | 14   | .435 | 6.5      | .214 | 2.74   | 14     |
| 2021 | 前 | 河原純一   | 4    | 34   | 5    | 26   | 3    | .161 | 17.0     | .233 | 4.84   | 25     |
| 2021 | 後 | 河原純一   | 4    | 34   | 8    | 20   | 6    | .286 | 13.0     | .233 | 4.84   | 25     |
| 2022 | 前 | 弓岡敬二郎 | 4    | 34   | 9    | 17   | 8    | .346 | 6.0      | .254 | 3.37   | 31     |
| 2022 | 後 | 弓岡敬二郎 | 2    | 34   | 16   | 14   | 4    | .533 | 2.5      | .254 | 3.37   | 31     |
| 2023 | 前 | 弓岡敬二郎 | 2    | 34   | 15   | 13   | 6    | .536 | 2.5      | .262 | 3.45   | 13     |
| 2023 | 後 | 弓岡敬二郎 | 3    | 34   | 13   | 15   | 6    | .464 | 5.0      | .249 | 3.97   | 7      |
| 2024 | 前 | 弓岡敬二郎 | 2    | 34   | 13   | 18   | 3    | .419 | 11.0     | .267 | 4.70   | 23     |
| 2024 | 後 | 弓岡敬二郎 | 2    | 34   | 16   | 15   | 2    | .516 | 8.5      | .311 | 4.79   | 12     |

※金地は優勝
- （注）2位とのゲーム差

### リーグチャンピオンシップ
※2018年までは5戦制（3勝で優勝）、2019年以降は3戦制（2勝で優勝）
- 2007年 - 0勝2敗（対戦は香川。香川は前後期制覇のため、1勝のアドバンテージがあり2勝で優勝）
- 2008年 - 0勝3敗（対戦は香川）
- 2012年 - 0勝3敗（対戦は香川）
- 2014年 - 2勝2敗（対戦は徳島。徳島は前後期制覇のため、1勝のアドバンテージがあり、2勝で優勝）
- 2015年 - 総合優勝（3勝2敗：対戦は香川）
- 2016年 - 総合優勝（2勝0敗：対戦は徳島）※前後期制覇のため、1勝のアドバンテージがあり、2勝で優勝。
- 2018年 - 1勝3敗（対戦は香川）
- 2019年 - 1勝2敗（対戦は徳島）
- 2023年 - 0勝1敗（対戦は徳島。徳島は前後期制覇のため、1勝のアドバンテージがあり1勝で優勝）
- 2024年 - 総合優勝（2勝：対戦は徳島）

### グランドチャンピオンシップ
※2019年以前は2チームによる全5試合制、2022年以降はトーナメント
- 2015年 - 優勝（3勝2敗：対戦は新潟）
- 2016年 - 2勝3敗（対戦は群馬）
- 2023年 - 準決勝敗退（対戦は石狩と火の国）
- 2024年 - 準決勝敗退（対戦は石川と信濃）

### 定期交流戦・ソフトバンク杯
- 2011年 - 2位（2勝6敗）
- 2012年 - 2位（4勝3敗1分）
- 2013年 - 3位（4勝4敗）
- 2014年 - 3位（3勝5敗）
- 2015年 - 2位（5勝2敗1分）
- 2016年 - 優勝（6勝2敗）
- 2017年 - 4位（1勝6敗1分）
- 2018年 - 4位（1勝5敗2分）
- 2019年 - 2位（3勝4敗1分）※
- 2020年 - 3位（1勝3敗）
- 2021年 - 3位（1勝6敗1分）
- 2022年 - 3位（2勝4敗2分）
- 2023年 - 2位（1勝5敗2分）
- 2024年 - 3位（3勝5敗）

福岡ソフトバンクホークス3軍との定期交流戦であり、ソフトバンク3軍戦のみで最も高い勝率をあげたチームが優勝となる。2015年・2016年は香川と、2019年は徳島と同勝率であったが、リーグ規定（得失点差の優劣）により2015年は香川、2016年は愛媛、2019年は徳島が優勝となった。

## 歴史

### 2005年（1年目）
- 発足時の監督は西田真二、コーチは沖泰司と高山郁夫であった[7]。
- エースの西山道隆、好打者の林真輝、中谷翼のドラフト候補を擁し、前評判は高かったが、首位争いに加わることなくチームは最下位に終わった。優勝した高知ファイティングドッグスとの対戦成績は6勝19敗5分と大きく負け越し、高知の独走を許す要因になった。
- 10月15日の対香川オリーブガイナーズ戦（松山中央公園野球場）が雨天中止となり、代替試合を実施しなかったため、89試合でシーズンを終了した[8]。
- この年の観客動員は7万1503名（1試合平均1625名）でリーグ最多を記録した（1試合平均の数値は2024年現在もリーグ最多である）。
- 育成選手ドラフトで西山が福岡ソフトバンクホークス、中谷も広島東洋カープに指名され、リーグ所属選手として初めてNPBへの入団が決まった。
- シーズン終了後の10月27日、コーチの高山郁夫は福岡ソフトバンクホークス2軍コーチへの就任が決まった[9]。12月、リーグ運営会社であるIBLJは西田監督と契約を更新しないことを発表した[10]。

### 2006年（2年目）
- 1月16日、監督にコーチの沖泰司が就任[11]。また、コーチには斉藤浩行と加藤竜人がそれぞれ2月に就任した[12][13]。
- 3月1日付でリーグ直営からIBLJ全額出資の愛媛マンダリンパイレーツ株式会社に運営が移管され[14]、7月までに愛媛県の企業である星企画が全株式を取得した[15]。
- 前年の反省を踏まえ、苦手としている高知に善戦した（高知との対戦成績は12勝15敗3分）。前期は、沖新監督が掲げる守り勝つ野球がチーム内に浸透し、ミスで自滅する試合が少なくなった。また、4月に投手の浦川大輔や近平省悟の活躍で一時首位に立った。しかし、その後は高知と香川の首位争いに割って入ることができず前期は3位に終わった。後期は前年首位打者の林が調子を上げ、投手陣も踏ん張ったが、攻守とも好不調の波が激しく、チームに勢いをつけることができず、後期も3位に終わった。個人タイトルは林が56打点で打点王を獲得、浦川は最多奪三振を獲得した。チーム成績は振るわなかったが、荒木康一や梶原有司など将来性のある選手が順調に伸び、次年度に期待を抱かせた。またシーズン直前にアドバイザリースタッフとして発足時から携わってきた藤田元司が死去し、そのまま同ポストは空席となる。
- 前年に続いて観客動員数はリーグ最多を記録した。ただし、他のチーム同様、動員数は前年より減少した。

### 2007年（3年目）
- 開幕直後はふるわず、4月下旬から5月にかけては最下位に転落したが、投手の梶本達哉や野手の比嘉将太・檜垣浩太ら新加入の選手の活躍もあって5月から6月にかけて8連勝を記録した。序盤での不振や香川に2勝10敗3分と大きく負け越したことが響き、香川の独走を止めるには至らなかったものの、初のAクラスとなる2位で前期を終了した。後期は近平が故障で離脱した中、先発に回った小山内大和が7勝を挙げる活躍を見せた。香川との間で激しい首位争いを展開し、シーズン終盤まで僅差で食い下がったが、香川の前に及ばず、前期に続いて2位となった。しかし、年間通算で2位を確保し、前後期優勝した香川と年間チャンピオンシップを争うことになった。個人タイトルでは、比嘉が打率.334で首位打者、近平が防御率1.00で最優秀防御率、梶本が15勝で最多勝を獲得した。
- 初出場の年間チャンピオンシップは、ホームの第1戦に敗れたことが響き、1勝も挙げられずに香川の連覇を許した。シーズン中からの香川に対する苦戦（前後期通算で8勝18敗4分）[16]が最後まで続いた格好になった。
- 9月29日の対徳島インディゴソックス戦では当時のリーグ記録となる8232人の入場者を集めるなど観客動員は前年よりも増加したが、リーグトップの座は総合優勝した香川に譲った。
- 2007年11月19日のドラフト会議では、梶本達哉が育成選手枠でオリックス・バファローズから指名を受け、チームとして2年ぶりのNPB入り選手となった。

### 2008年（4年目）
- リーグの拡張に合わせ、他の四国3チームとともにユニホームのデザインが変更された[17]。
- 2008年1月、リーグの創設者で前コミッショナーの石毛宏典がシニア・チームアドバイザーに就任することが発表された。
- 2008年3月、リーグ初の6球団トーナメント（阿南市長杯）に2回戦から参加し、香川に勝って決勝に進出したが、高知との決勝戦は雨天中止となり、高知と両チーム優勝となった。愛媛としては発足以来初のタイトルである。
- 2008年の前期は梶本・浦川・小山内といった前年の主力が抜けた投手陣が懸念されていたが[16]、ケガから復帰した近平や中継ぎの宇都宮勝平、抑えの西川雅人が好成績をあげ、チーム防御率はリーグトップであった。一方打撃陣は比嘉や桧垣が伸び悩み、決定力を欠く場面が見られた[16]。前期は大部分で2位をキープしていたが、高知・福岡に終盤相次いで敗れ、3期ぶりのBクラスとなる4位に終わった。後期も序盤は負けが先行したが、8月に6連勝、9月も引き分けを挟んで8連勝を記録し、一時は0.5ゲーム差に4チームがひしめいた混戦[18]を抜け出して、チーム創設から4年目にして初となる後期優勝を達成した。なお、半期優勝チームとしてはリーグで初めて年間の個人タイトルホルダーがいなかった。
- 2年連続で香川との対戦となった年間チャンピオンシップは、勝負所の第2戦に逆転サヨナラ機を逃してホームで連敗したことが響き[19]、前年に続いて涙をのんだ。チャンピオンシップでは前年から通算して香川に5連敗となった。
- 2008年10月30日のドラフト会議では、西川雅人がオリックス・バファローズから5位で指名を受けた。支配下登録枠でのドラフト指名はチームでは初めてである。
- ホーム開幕戦となった4月12日の対福岡戦で、リーグ史上初めて1万人を突破する10288人の新記録を樹立した。観客動員トップの座を香川から奪い返したが、動員数自体は前年より減少している。
- シーズン終了後、コーチの加藤竜人は北海道日本ハムファイターズスカウトへの転身が決まり、退団した[20]。後任は置かれず、元選手の田口大地が「アシスタントコーチ」という役職に就く形で2009年のシーズンを迎えた[21]。

### 2009年（5年目）
- 2009年4月27日、チーム初の外国人選手として今シーズンより加入した韓国人選手が強姦致傷と住居侵入の容疑で逮捕され（その後、地裁判決で懲役4年6ヶ月）[22]、球団は該当選手を27日付けで解雇。アイランドリーグで不祥事により逮捕された選手は初となる。5月1日～3日に行われたホームゲームでは、試合前に球団社長と監督が不祥事を謝罪した。また、監督以下コーチ・選手の多くが頭髪を丸刈りとした。球団は監督を減俸20%（3か月）、5月3日から10試合の出場自粛などとする処分を発表。5月7日に開催されたリーグの再発防止策検討会議では、リーグからの厳重注意の通告と不祥事顛末書の提出、監督の4月29日からの13試合公式戦出場停止（球団による処分と重複）の処分が発表された。
- 前期は上記の不祥事による監督の出場自粛期間も大きな成績の崩れはなかったが、香川に2勝6敗と大きく負け越したことが響いて3位に終わる。後期は8月に2引き分けを挟む6連敗を喫して順位を下げ、一時は徳島と5位を争う状況であったが、最終的には5位を確保して最下位を免れた。前年に続いて個人タイトルホルダーはなしという結果であった。
- シーズン終了後、アシスタントコーチの田口大地は退団した[23]。

### 2010年（6年目）
- 2月20日、1シーズン空席だった投手コーチに原田賢治が就任した[24]。
- 今年度より愛媛県をはじめとする県下の自治体から出資を受けることとなり、4月1日付で球団運営会社名を「愛媛県民球団株式会社」に変更した。
- 前期は5月中旬までは勝率5割前後で推移したが[25]、後半に5連敗（2分を含む）と4連敗、3連敗を1度ずつ記録し、4位に終わる。5位の長崎セインツと0.5ゲーム差でかろうじて最下位は免れた。後期は投手では赤嶺祥悟・入野貴大、打者では西村悟らが活躍。8月から9月にかけて6連勝（1分含む）し、首位の香川に迫ったが[26] 、香川との直接対決に負け越したことが響いて2位となり、2年ぶりの半期優勝はならなかった。個人タイトルは西村悟が本塁打・打点の2冠を獲得した。
- 入場者数は38,921人（1試合平均1024人）で、1試合平均で前年度より20%以上の減少であった。
- シーズン終了後の10月4日、沖監督と2人のコーチが今季限りで退任することが発表され[27][注 7]、後任監督には星野おさむが就任することが12月21日に発表された[28]。
- 10月28日のドラフト会議で、靍岡賢二郎が横浜ベイスターズから8位で、岸敬祐が読売ジャイアンツから育成1位でそれぞれ指名された。指名者が出たのは2年ぶり。

### 2011年（7年目）
- 1月14日、コーチとして萩原淳と吉岡雄二の就任が発表された[29]。
- 前期は優勝した徳島には負け越したものの他の3チームには勝ち越し、2期連続の2位となる。後期は香川・徳島には離されたが、前期に続いて勝率5割以上を確保する3位であった。年間勝率では2位で、徳島が前後期制覇した場合にはチャンピオンシップ出場の可能性もあったが、香川が後期優勝したため実現しなかった。個人タイトルでは古卿大知が首位打者を獲得した。なお、これに関して最終ゲームの徳島戦では打率2位だった徳島の松嶋亮太に対し、愛媛の投手が4打席連続で敬遠（うち1打席は満塁）をおこなった。これについては徳島側の応援席から怒号が上がり、愛媛のファンやリーグの関係者からも批判的な意見があったが、星野監督は「自分の責任でやった。1年頑張った古卿にタイトルを取らせたかった」と述べている[30]。
- 10月27日のNPBドラフト会議で、土田瑞起が読売ジャイアンツから育成枠3位で指名を受けた。

### 2012年（8年目）
- 前期は優勝した香川にのみ負け越す形で2位であった。勝率5割以上は4期連続となる。後期は開幕で1分けの後6連勝で順調なスタートを切り[31]、優位にペナントレースを進めたが、香川の猛追を受ける。残り2試合で優勝マジック2までこぎ着けながら[32]、自力優勝できずに全日程を終了、優勝は2試合を残した香川の結果待ちとなる[33]。結局香川が最終戦を落として4年ぶりとなる後期優勝を達成した[34]。レギュラーシーズンにおいて、自チームの日程終了後に優勝が決定したのはリーグ史上初めてである。個人タイトルでは、大井裕喜が首位打者、ブレットが最多打点、金城雅也が最多本塁打とチームで打撃3部門を独占したほか、小林憲幸が最優秀防御率と最多奪三振の2冠を獲得した。
- 4年ぶりの出場となったリーグチャンピオンシップは、前回に続き0勝3敗で敗退した。チャンピオンシップは香川相手に通算8連敗となり、リーグで唯一未勝利という状態に終止符を打つことはできなかった。

### 2013年（9年目）
- 前期は前年に続いて打撃陣が好調で5月末には首位に立ったが[35]、6月に3度の3連敗を記録して後退し、勝率5割は超えたものの3位にとどまった。
- 後期は徳島を追う展開となり、1.5ゲーム差まで迫ったが、直接対決で負け越したことが響いて2年連続の後期優勝はならなかった[36]。個人タイトルは投手では小林憲幸が2年連続となる最優秀防御率、打撃陣は藤長賢司が首位打者、髙田泰輔が最多盗塁をそれぞれ獲得した[36]。
- シーズン終了後、星野監督とコーチ2名がいずれも今期限りで退団することが発表された[37][38]。監督の星野とコーチの萩原について地元紙では、目標だったリーグ総合優勝が達成できなかったため、指導者を一新したいという球団側の意向で退任が決まったと報じられた[39]。後任監督には元オリックス・バファローズコーチの弓岡敬二郎[40]、コーチには前徳島コーチの森山一人と前東京ヤクルトスワローズコーチ（元香川、徳島コーチ）の加藤博人[41]の就任が2013年11月に発表された。

### 2014年（10年目）
- 3年ぶりに監督・コーチが刷新されてスタートしたが、前期は2試合目から5連敗[42]、その後4連勝したものの[43]、5連敗を2度（うち1度は1分挟む）[44][45]、後半には1分を挟む8連敗を記録[46]。初年度以来となる最下位となった。チーム打率・防御率ともリーグ最低で投打ともにふるわなかった[47]。
- 後期は、前期終盤に加入した元NPBの正田樹と、カープアカデミー出身のホセ・バレンティンがそれぞれ先発とクローザーに定着し、投手力が向上した[48]。序盤より首位に立ち、7月から8月にかけて6連勝[49]を記録。徳島との首位争いとなり、9月9日には5連勝で徳島に2.5ゲーム差をつけたが[50]、徳島戦2試合を含む残り4試合に連敗、徳島に逆転されて2年ぶりの後期優勝を逃した。しかし、年間勝率2位を確保し、リーグチャンピオンシップに進むことになった[51]。なお、半期最下位を記録したチームがリーグチャンピオンシップに出場するのは初めてであった。個人タイトルは、正田が最優秀防御率、バレンティンが最多セーブを獲得した。また、正田はリーグの後期MVPに選出された[注 8]。
- 4度目の出場となったリーグチャンピオンシップは初戦に勝利し、チャンピオンシップの試合での連敗を8でストップして初勝利を挙げた。徳島に王手をかけられた後に2勝目をあげて最終戦まで持ち込んだが、逆転負けを喫して年間総合優勝はならなかった。
- 6月19日 チーム応援ソングとして愛媛県アイドル愛の葉Girls「Self Talk」が選ばれる[52]。

### 2015年（11年目）
- 前期は4月を8勝4敗1分と好スタートを切り首位に立つも[53]、打撃陣が不振に陥り[54]、5月に6連敗（2引き分けを挟む）を喫して香川に首位を譲る[55]。終盤にも3連敗して勝率5割未満が確定するが[56]、最終戦となる高知戦に勝って2位は確保した[57]。
- 後期は、8月18日に単独首位に立ち[58]、8月28日には3連敗で徳島に並ばれたものの[59]、次の徳島戦から9連勝（1引分を含む）を記録して3年ぶりとなる後期優勝を達成した[60][61]。この背景に、森山コーチの呼びかけで6-7月のリーグ戦休止期間中に特練をおこない、前期の課題だった打撃を改善させた点が指摘されている[61][62]。また監督の弓岡は、接戦での粘り強さ（1-0での勝利が4試合）や投手陣の充実を勝因に挙げている[63]。個人タイトルは正田が2年連続となる最優秀防御率、小林が最多勝、阿部直晃が最多セーブと投手4部門中3部門を獲得した[64]。
- 香川と4度目の対戦となったリーグチャンピオンシップは、初戦を落としたものの[65]、そのあとの2試合に連勝し、初めて先に王手をかける[66]。第4戦を落として対戦成績タイとなったが[67]、チャンピオンシップで初となる第5戦に5-0で勝利し、11年目にして年間総合優勝を達成した[68][69]。
- 初出場のグランドチャンピオンシップは、ビジターの2戦目まで連敗して新潟アルビレックス・ベースボール・クラブに王手をかけられたが[70]、ホームの第3戦以降を3連勝して独立リーグ日本一に輝いた[71]。初戦2連敗からの逆転優勝はシリーズ史上初であった。

### 2016年（12年目）
- 1月20日、前年11月に実施したトライアウトリーグで合格したお笑い芸人・杉浦双亮が投手として入団することが決定した[72]。後日、登録名は「サブロク双亮」と決定した。

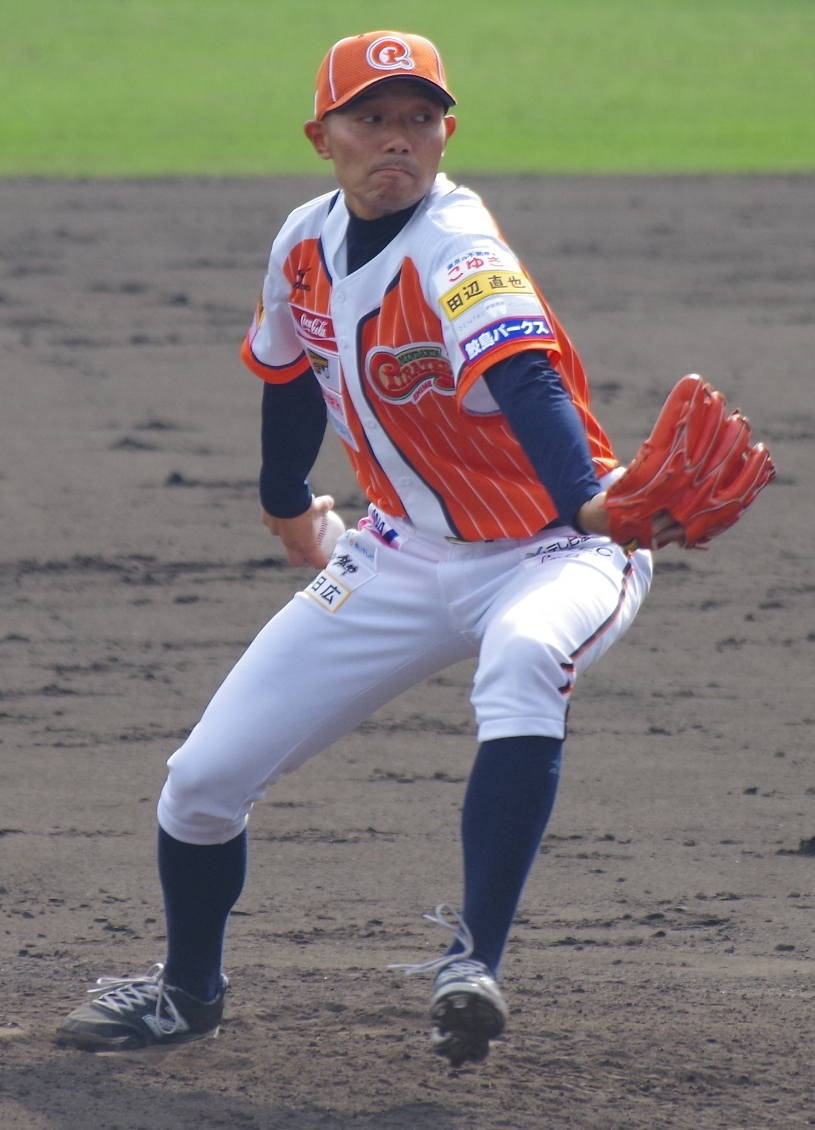
サブロク双亮

- サブロク双亮3月1日、野手コーチの森山一人が退任し、後任として萩原淳が3年ぶりに復帰することが発表された[73]。
- 前期は開幕から4連勝して好調なスタートを切り[74]、4月は首位で折り返した[75]。5月に入ってからは徳島と首位を争い、中旬に3連敗を喫して首位を奪われるなど僅差での攻防が続いたが[76]、同率で迎えた最後の直接対決（5月25日）にサヨナラ勝ちを収めて優勝マジックが点灯[77]。マジック2となった5月28日の高知戦に勝利後、徳島が香川に敗れたため、2期連続となる前期優勝（前期としては初）を達成した[78]。監督の弓岡は、優勝の要因として、ミッチ・デニング（前期MVP）の打撃や投打での新人選手の働きを挙げ、投手陣については東風平光一の故障を伴和馬がカバーし、一人のエースではなく全体で勝利を挙げたと述べている[79]。
- 後期は開幕直前にデニングが退団し、その穴は若手選手で補う形となった[80]。開幕からの5試合を4勝1敗でスタート[81]。しかし、その後の5試合ずつを1勝3敗1分[82]、4勝1分、2勝3敗[83]と波のある成績で、香川・徳島と僅差で首位を争う展開となる。残り5試合の時点で優勝マジックナンバー5が点灯したものの[84]、続く4試合を2勝2敗の成績で、最終戦となる9月15日の徳島戦に優勝の決定が持ち越された[85]。仮にこの試合を落とし、香川がこちらも最終となる高知戦に勝つか引き分けると逆転優勝となる状況であったが[85]、2-2で引き分けて3期連続となる後期優勝を自力で決め、チームとしては初となる前後期連覇を達成した[86]。個人タイトルはラファエル・ポロが首位打者を獲得した[87]。
- 年間勝率2位の徳島と対戦したリーグチャンピオンシップは2試合を連勝し、前後期制覇によるアドバンテージ1勝を含めて3勝0敗で2年連続の年間総合優勝を達成した[88][89]。前後期と年間総合をあわせた完全優勝を達成したチームはリーグで3球団目となる。
- 群馬ダイヤモンドペガサスとの対戦となったグランドチャンピオンシップは、初戦からのホームの2試合にいずれも逆転で連勝、特に第2戦は9回裏に3点差を逆転するサヨナラ勝ちであった[90][91]。しかし、場所を前橋市民球場に移した第3戦以降は第3戦と第5戦で投手陣が群馬の猛打を浴び、一方攻撃は好機を十分生かせずに3連敗を喫し、前年とは逆の形で連覇を逃した[92][93][94]。なお、ホームゲームは2回を通じて無敗であるが、2019年以前（アイランドリーグとBCリーグの優勝チームのみの対戦）の出場チームではほかに新潟のみがこの記録を持つ。一方、ビジターゲームは未勝利で、これは2019年以前に複数回出場したチームでは唯一である（他の出場チームでは富山GRNサンダーバーズのみ）。
- 10月27日、監督の弓岡がオリックスの二軍コーチ就任に伴い監督を退任[95]。退団に際して愛媛球団は、弓岡の背番号77を永久欠番とすることを11月21日に発表した[96]。永久欠番はチームでは初、リーグでは高知の梶田宙に次いで2例目となる。
- 11月29日、トレーナーの伊藤和明が埼玉西武ライオンズのトレーナーに就任することが発表された[97]。
- 12月7日、投手コーチの加藤博人がBCリーグ・新潟の監督就任に伴い退任することが発表された[98]。
- 12月14日、サブロク双亮が今シーズン限りで退団することが発表された[99]。

### 2017年（13年目）
- 1月4日、監督にOBの河原純一の就任が発表された[100]。
- 1月30日、武藤孝司のコーチ、松下智のトレーナー就任が発表された[101]。
- 2017年シーズンより、リーグの他球団とともに、アンダーアーマー社による新デザインユニフォームに変更となった[102]。
- 4月6日から9日まで、地元で開催された第46回JABA四国大会に参加（予選リーグ0勝3敗）[103]。
- 前期は開幕から3連敗（2引き分けを含む）、その後も4月末から5月にかけて4連敗を2度記録して[104][105]上位から引き離された。この背景に、今シーズンはチームの勝利よりも選手のNPBドラフト指名を重視する方針があったと指摘されており、ファンからは不満の声もあがったという[106]。最終的に、9期ぶりの最下位となった[107]。半期の連覇は3でストップし、香川の持つリーグ記録(4)には及ばなかった。
- 後期は優位にペナントレースを展開したが、9月に入ってから連敗により香川に首位を明け渡した[108]。9月20日の徳島戦に敗れて香川の後期優勝が決まり[109]、リーグ3連覇は絶たれた。後期の順位は2位[110]。個人タイトルは、投手部門で正田が3度目となる最優秀防御率、打撃部門で古川敬也が首位打者、ポロが最多打点をそれぞれ獲得した[111]。このうち古川の打率.383は、リーグ新記録である[112][注 9]。

### 2018年（14年目）
- 前年と指導者に変化なく開幕を迎えた。前期は4月終了時点で首位香川に0.5ゲーム差の2位に付けていたが[114]、5月に入って球団ワースト記録を更新する12連敗を喫して後退[115]、最終的には勝率3割台の3位であった[116]。
- 後期は8月24日の時点で首位の徳島に6ゲーム差を付けられていた[117]。しかし、終盤の9月12日から5連勝を記録し、徳島との直接対決2試合を残して1ゲーム差に追い上げた[118][119]。徳島に1分のあと[120]迎えた最終戦に7-3で勝利し、逆転で2年ぶりとなる後期優勝を達成した[121]。個人タイトルは、ネルソン・ペレス（元阪神タイガース）が打点・本塁打の2冠を獲得した[122]。
- 2年ぶりの出場となったリーグチャンピオンシップは、第1戦と第2戦はいずれも逆転負け（第2戦はサヨナラ）[123][124]を喫し、第3戦に完封で1勝を挙げたものの[125]、第4戦は1点差での得点機を逃して敗れ、2年ぶりのリーグ優勝はならなかった[126]。
- シーズン終了後、コーチ陣は10月10日に萩原淳[127]、12月18日に武藤孝司[128]の退任がそれぞれ発表された。

### 2019年（15年目）
- 1月24日、監督の河原の留任と、野手コーチとして元横浜DeNAベイスターズの白根尚貴の就任を発表した[129][130]。2月25日には、2人目の野手コーチとして元中日ドラゴンズの小田幸平の就任を発表[131]。
- 前期は初勝利が5試合目と出遅れ[132]、その後も4月下旬に5連敗を喫した[133]。香川と3位を争う形となり、愛媛の日程終了後に連勝した香川に逆転を許して[134]、最終的に2年ぶりとなる最下位に終わった[135]。
- 後期は先行した香川を追う展開となり、8月12日に首位を奪う[136]。最終戦の香川戦に勝って首位で日程を終えるが、この時点では香川に優勝の可能性が残っていた[137]。香川が高知に敗れた9月10日に、2年連続の後期優勝が決まった[138]。優勝の要因に、投手力の改善が指摘されている[139]。個人タイトルは、ヘイドーンが最多打点と最多本塁打の2冠を獲得した[140]。
- 2年連続の出場となったリーグチャンピオンシップ（今年度より3戦2勝制）は、ビジターの2試合（第1戦・第3戦）にいずれも逆転負けを喫し、前年に続いて敗退した[141]。シーズン中から課題として挙げられた貧打[139]が、チャンピオンシップでも影響した[142]。
- シーズン終了後の12月19日に、監督・コーチが2020年も残留することが発表された[143]。ただし、野手コーチだった小田幸平はヘッドコーチに変更となる[143]。

### 2020年（16年目）
- 公式戦は開幕から4連敗[144]、1勝を挙げた後再び5連敗と出遅れる[145][146]。9月5日には初めて勝率を5割とし[147]、その後も2度5割としたが、勝ち越すことは一度もなかった[148][149]。首位進出のチャンスだった9月15日の徳島とのダブルヘッダーは1勝1敗に終わる[150]。10月13日に残り7試合で優勝の可能性がなくなり、最下位に終わった[151]。最下位は2019年前期以来となる。総得点・総失点はともにリーグワーストで、決定力不足（後半戦は12引き分け）や故障者をカバーできない選手層の薄さが指摘された[151]。個人タイトルは、小笠原康仁が最多本塁打、萩原拓光が最多勝利を獲得した[152]。
- シーズン終了後の12月9日、ヘッドコーチの小田が今シーズンで退任することが発表された[153]。11日にはコーチの白根も退団が発表された[154]。

### 2021年（17年目）
- 1月6日に監督の河原の留任が発表された[155]。1月22日、武藤孝司の3年ぶりの野手コーチ復帰と、元阪神タイガースの伊藤隼太の選手兼任野手コーチ就任をそれぞれ発表した[156][157]。
- 開幕後の4月8日に、球団が使用する施設の関係者が新型コロナウイルス感染者と濃厚接触した疑いが判明し、9日の対高知戦（高知球場）が中止となる[158]。その後当該関係者がPCR検査で陰性と確認されたため、翌日の試合については予定通り実施されることとなり、中止した試合についても代替試合が設定される[159]。
- 4月21日、愛媛県の新型コロナウイルス感染症に関する「感染対策期」が5月19日まで延長されたことを受け、5月16日までに開催される主催9試合を無観客とすると発表[160]。5月13日になって「感染対策期」の再延長（5月31日まで）に伴い、さらに5月28日から30日までの3試合を無観客開催に変更した[161]。
- 前期は開幕から6連敗（2引き分け含む）し、初勝利は4月25日だった[162]。その後も成績は好転せず、得失点ともにリーグワースト、5勝26敗3分の成績で半期のリーグ勝率ワースト記録を更新した[163]。
- 後期もチームの状態は大きく変わらず、残り2試合の時点で総得点・総失点はいずれもリーグワーストだった[164]。3期連続の最下位に終わる[165]。個人タイトルは安西将揮と髙尾浩平が同数（6本）で最多本塁打を獲得した[113]。シーズン終了後の9月30日、監督の河原が今季の任期満了をもって退任すると発表した（引き続き「球団事業推進本部長(仮称)」として球団にはとどまる予定）[166]。
- 11月11日、2022年シーズンの体制として、現任コーチの武藤孝司・伊藤隼太の留任と、正田樹と平井諒の投手コーチ就任（正田は選手兼任）を発表した[167][注 10]。
- 11月18日、河原の前に監督を務め、チームの永久欠番となっていた弓岡敬二郎が監督に再就任することを発表した[168]。

### 2022年（18年目）
- 1月27日、監督の弓岡の背番号が、前回在任時と同じ77番となることが発表された[169]。
- 前期は開幕から4連敗（1分含む）を喫する[170]。その後も成績は上向かず、4期連続の最下位となった[171]。勝利数は9勝にとどまり[171]、3期連続して10勝を下回った。
- 後期も序盤は1勝5敗と出遅れたが[172]、8月に4連勝と3連勝を記録して一時は首位に並んだ[173][174]。その後も徳島と優勝を争うも、9月17日の直接対決に敗れて3年ぶりの後期優勝はならなかった[175]。個人タイトルは仁木敦司が最多打点のタイトル（徳島の井上絢登と同数）を獲得した[176]。
- 10月20日のNPBドラフト会議の育成ドラフトで、上甲凌大が横浜DeNAベイスターズから1巡目で指名される[177]。育成選手も含めたNPBドラフト指名は11年ぶりとなった。
- 11月24日、監督及びコーチ全員が来シーズンも留任（伊藤隼太はコーチ専任に変更）することが発表された[178]。

### 2023年（19年目）
- 4月に6年ぶりとなる第51回JABA四国大会に出場したが、結果は前回と同じ予選リーグ0勝3敗だった[179]。
- 前期は序盤首位に立ち[180]、4月末に後退した後再度盛り返したものの[181][182]、5月下旬に徳島に首位を奪われると[183]、そのまま2位で終了した[184]。
- 後期は7月に引分けを挟む5連敗を記録して出遅れる[185]。8月に入って4連勝を記録するなど成績が上向き[186]、後期優勝は逃したものの徳島の前後期連覇により年間勝率2位での出場権を高知と争う形となる[187]。9月16日の対高知戦に勝利して年間勝率2位を確保し、リーグチャンピオンシップ出場権を獲得した[188]。なお、この年はグランドチャンピオンシップ（昨年度から1箇所でのトーナメント形式）を坊っちゃんスタジアムで実施する関係から、愛媛が「開催県枠」として出場することが9月19日に決定した（仮にリーグ優勝しても「開催県枠」扱い）[189]。個人タイトルは、田島和礼が最多奪三振を獲得した[190]。
- 4年ぶりに出場したリーグチャンピオンシップは初戦で徳島に敗北し、前回に続いてリーグ年間総合優勝を逃した[191]。
- 「開催県枠」で7年ぶりに出場したグランドチャンピオンシップは、準々決勝で石狩レッドフェニックス（北海道フロンティアリーグ）に勝利して準決勝に進んだが[192]、準決勝では火の国サラマンダーズ（九州アジアリーグ）に敗退した[193]。
- 10月26日のNPBドラフト会議の育成ドラフトで、菊田翔友が中日ドラゴンズから2巡目で、宇都宮葵星が読売ジャイアンツから3巡目で、河野聡太がオリックス・バファローズから5巡目で、それぞれ指名を受け[194]、2年連続での指名となった。
- 11月6日に、正田樹が今シーズン限りで現役を引退することが発表された[195]（翌日、ヤクルト2軍投手コーチ就任を発表[196]）。
- 11月22日、野手コーチの武藤の退任が発表された[197]。一方監督および他のコーチについては11月24日に留任が発表された[198]。

### 2024年（20年目）
- 3月8日、愛媛県民球団の代表者について、4月1日付で、従来の代表だった薬師神績を代表取締役会長とし、新たに薬師神権祐を代表取締役社長とする二代表制への移行を発表[199]。
- 前期開幕後の4月18日、前夜に豊後水道で発生した地震を受けて、4月19日 - 21日に宇和島市・愛南町・四国中央市で予定していたホームゲーム4試合を安全を考慮して中止すると発表した（別途代替試合開催）[200]。
- 前期は5月7日時点では首位徳島に3.5ゲーム差だったが[201]、そのあと6連敗を喫して後退[202]。終盤に4連勝を記録したこともあり[203]、最終的には勝率5割に届かないながら2位となった[204]。
- 後期は、徳島が前期に続いて独走したため[205]、リーグチャンピオンシップ出場のかかる年間勝率2位を高知と争う形になった。9月15日に年間2位を確保して、2年連続の出場を決めた[206]。個人タイトルは、投手部門で窪田寛之が最多勝利、野手部門で浅井玲於が首位打者と最多本塁打の2冠を、それぞれ獲得した[207]。
- 前後期を制した徳島との対戦となったリーグチャンピオンシップは2連勝して、リーグ年間総合優勝を達成した[208]。年間勝率2位のチームが前後期優勝したチームをチャンピオンシップで破って年間総合優勝したのはリーグ史上初となる。
- 2年連続出場のグランドチャンピオンシップは、初戦の準々決勝は石川ミリオンスターズ（日本海リーグ）を破ったが[209]、翌日の準決勝で信濃グランセローズ（BCリーグ）に敗れ[210]、前年同様決勝戦には進めなかった。
- 10月24日のNPBドラフト会議で矢野泰二郎が東京ヤクルトスワローズから5巡目で、育成ドラフトでは廣澤優が東京ヤクルトスワローズから2巡目でそれぞれ指名を受けた[211]。育成も含めたNPBドラフト会議での指名は3年連続で、支配下枠での指名は14年ぶりとなる。
- 11月21日に二人のコーチの退任が発表された[212]。

### 2025年（21年目）
- 1月20日、投手コーチとして元阪神タイガース選手で野球チャイニーズタイペイ代表や統一ライオンズ・富邦ガーディアンズ、国内独立リーグでも信濃グランセローズで指導歴のある酒井光次郎、野手コーチとしてやはり元阪神タイガース選手の田上健一がそれぞれ就任することを発表した[213]。
- 前期は17勝15敗3分の成績で優勝した徳島とは4ゲーム差[214]。高知と全く同勝率だったが、直接対決の優劣により3位に終わる[215]。

## 経営
球団は2007年よりリーグの経営補填金を実質的に受けない独立採算になったが、2008年のシーズン終了後、法人化以来3シーズンの累積赤字が1億8千万円にのぼり、その全額をスポンサーである星企画が補填していることが明らかにされた。これを受けて2009年1月に県や市および地元経済界の関係者による「経営改革協議会」が発足し、改善策を検討している。2009年2月25日の中間報告では、後援会員を増やしたりすることで財政基盤を強化する方向が示された。また、現在は民間の賃貸住宅に分散して居住している選手を、既存のスポーツ施設を寮に転用する形で集めることも検討されていると報じられた。その後、2010年のシーズンより選手寮が実現した。
2009年9月7日に愛媛県が発表した補正予算案に、運営会社に対する3000万円の出資が盛り込まれ、松山市ほか県下の20市町と民間企業も出資する見通しであることが報じられた。
2009年10月30日のリーグ首脳の記者会見によると、2009年度は売上高8800万円に対して収支は4900万円の赤字となる見込みである。売上高はリーグで香川に次ぐ2番目であるが、赤字額はリーグ6球団では最も大きい。
最終的に県をはじめとする自治体より6000万円の出資を受け、2010年3月31日付で球団運営会社名が「愛媛県民球団」に変更された。
2011年2月24日のリーグ首脳による記者会見では、2009年度の収支が4300万円の赤字であったこと、2010年度は前年より2000万円の改善（2300万円の赤字）となる見込であることが公表された。同会見では2011年度の収支目標が1400万円の赤字であることもあわせて明らかにされた。
2013年2月15日、愛媛県民球団は2012年度の決算について、経常損益が160万円の黒字となりチームの独立採算制移行以来初の黒字決算となると発表した。スポンサー収入が前年比で1800万円増加したことに加え、県の緊急雇用対策による補助金も寄与したと報じられている。当初予定より1年早い達成で、リーグで単年度黒字となる球団は2011年度の高知に続き2球団目である。
2015年2月25日、2014年度の収支について、経常損益は約180万円の黒字（前年は約311万円）で3年連続黒字達成の見込であることが発表された。
2016年3月31日にリーグが発表した2015年度の決算では経常損益が216万円の黒字となり、4年連続で黒字達成となった。スポンサー数は前年の122から209に増加した。
2017年2月20日に発表された2016年度の決算では経常損益が250万円の黒字となり、黒字決算は5年連続となった。2017年以降も2019年まで黒字決算を継続しており、この間の観客動員は1試合平均600人台で推移している。
2022年3月31日に発表された2021年度の決算では、前年に引き続いて入場者数が減少したものの、経費の削減で500万円の経常利益を記録し、10期連続の黒字を達成した。同年8月に実施した健全経営委員会（愛媛FCと合同）では、2024年に平均来場者数を1000人とする目標に向けた、3か年の集客計画を報告した。
2023年4月10日に発表された2022年度の決算では入場者数が回復して、前年に続き5百万円台の経常利益となり、黒字決算は11期連続に伸びた。
2024年4月12日に発表された2023年度の決算では368万円の経常黒字となり、黒字決算は12期連続となった。入場者数は501人で、前年より6.9%増だった。
2025年4月18日に発表された2024年度の決算では前年より若干減少はしたものの（観客動員は増加）320万円の経常黒字となり、黒字決算は13期連続となった。

## マスコット
マスコットキャラクターは、ミカンの顔に水軍をイメージした甲冑姿をしており、名前は「マッピー」。ホームゲームでは着ぐるみも登場する。球団では以前着ぐるみが依頼に応じて幼稚園や保育園に出向くサービスを行っていたことがあるほか、「マッピー体操」というオリジナルの体操があり、以前は球団ホームページで振り付けが紹介されていた。2015年8月には、愛媛のローカルアイドルひめキュンフルーツ缶の歌うマッピーのテーマソング「Happy☆Mappy」がリリースされている。
2011年シーズンからは「29番目の選手」（当時、愛媛の支配下保有選手は28人だった）というふれこみの覆面キャラクター「ますくまん」が新たに加わり、ブログももうけられていたが、2013年3月限りで引退した。ますくまんを演じていたのは、元選手（2005年 - 2008年）で2013年3月まで球団職員を務めた福西太志である。
2015年4月28日の試合には、「ますくまんの意志を継ぐ者」というふれこみで極真空手を習得した「極真マスクマン」が登場した。
2015年10月11日、坊っちゃんスタジアムでおこなわれた新潟アルビレックス・ベースボール・クラブとのグランドチャンピオンシップ第4戦では始球式のゲストとして福西が招かれ（新潟にも選手として在籍経験があるため）、試合中にますくまんが2年ぶりに登場した。翌10月12日に開催された第5戦には、ますくまんと極真マスクマンがそろって登場している。
2016年11月30日、愛媛球団は「ファンのためのマスコットキャラクター」を公募すると発表した。その後、2017年にニホンカワウソをモチーフとした「ひめピー」（女子という設定）が発表され、着ぐるみも製作されている。

## 応援スタイル
応援歌に、愛媛県出身のアーティスト（ジャパハリネットなど）が集結して作られた「VICTORY」がある。
私設応援団は「愛勇会」である。
基本的に「走れコウタロー」、「コンバットマーチ」、「狙いうち」など、高校野球の応援でも耳にする既存曲を選手の応援歌に使用している。
2016年シーズンに、球団は松山市在住の女子大学生3人による応援隊「Mandarin Loves」を結成、広報活動などに起用している。

## スタッフ・選手
選手・指導者については愛媛マンダリンパイレーツの選手一覧を参照。

### スタッフ
- トレーナー
  - 久保颯真

## その他
- 2006年6月3日に、地域密着の一環で選手たちが小学生の通学路を見守る「見まもり隊」が発足した。選手、コーチ28人がそれぞれ分担して一週間に一回、ユニフォームに腕章を付け松山市内の小学校の下校時間に通学路で警戒に当たる。同様の活動はリーグの他の球団でも実施されている。
- 2010年4月、愛媛県の地方銀行である愛媛銀行が「応援定期預金」（2年満期）を募集した[248]。募集終了時に預け入れ残高の0.005％相当額を球団に寄付するもので、2010年に愛媛が優勝した場合には2年目の金利が上昇することになっていた。このシーズン、愛媛は優勝できなかったが、シーズン終了後に残高の一部が愛媛球団に寄付された[249]。2011年度以降も毎年この定期預金が設定されており、2015年に定期預金創設から6年目で愛媛が優勝、初めて「2年目の金利上昇」が実施されることとなった[250]。
- 2011年8月26日の徳島戦（坊っちゃんスタジアム）の試合前、ファンやスポーツ少年団の選手らが「最大人数で行う始球式」に挑戦した。111組222人が成功を収め、ギネス世界記録に認定された[251][252]。この日の観客動員数は2858人で、2011年シーズン最多人数であった。この記録は2021年3月26日に中華職業棒球大聯盟の味全ドラゴンズが156組・312人の記録で破り、日本国内でも千葉ロッテマリーンズが2023年9月30日に新たなギネス世界記録となる189組・378人の記録を作って更新した[253]。